# 亚历山大·莫伊谢延科
亚历山大·亚历山德罗维奇·莫伊谢延科（烏克蘭語：Олександр Олександрович Моісеєнко，1980年5月17日—），或译莫伊森科，乌克兰国际象棋棋手、特级大师。
莫伊谢延科于1998年获国际大师头衔。2000年，晋升为国际象棋特级大师。他曾获得过1999年乌克兰国际象棋全国冠军、2013年欧洲国际象棋冠军。莫伊森科还多次代表乌克兰国家队出战国际象棋奥林匹克、世界国际象棋团体锦标赛等团体赛事。